# Bengt den yngre
Bengt (d.y.) av Skara, nämnd levande 1219-25 och som död 1229, var biskop i Skara stift från senast 1219 till sin död och kansler för kung Erik Eriksson. Han kallas Bengt d.y. (Bændikt ungi) redan i Västgötalagens biskopslängd för att undvika förväxling med en företrädare (Bengt den gode) i slutet av 1100-talet.
Den yngre Bengt framträder tidigast i historiska dokument som en av rikets ledande män och kung Johan Sverkerssons anhängare vid dennes kröning 1219. I samband med kröningen beviljades biskop Bengt och hans kyrka frihet från all kunglig uppbörd och Bengt fick dessutom rätten till kungens andel av alla böter som uppbars av stiftets präster och deras tjänare.
Under åren fram till sin död framstår biskop Bengt som en av de verkliga makthavarna i riket. Han nämns 1225 som kung Erik Erikssons kansler och den ende biskopen bland kungens namngivna råd i förmyndarstyrelsen.
Vintern 1220-21 befann sig biskop Bengt hos påven Honorius III i Rom. Drygt tjugo bevarade påvliga brev från tiden 3 november-31 januari har ett direkt samband med Bengts besök. Breven visar att han reste till Rom i första hand för att avlösa sigtunaprosten Gaufrid som ombud för ärkebiskopen Valerius, med uppdrag att utverka påvens beslut och brev i ett antal viktiga frågor som till exempel tillstånd för ärkebiskopen att utöva den påvliga absolutionsrätten gällande övergrepp begångna mot kyrkans män. Gaufrid hade redan före Bengts ankomst lyckats få en del beslut i viktiga frågor och ett antal indulgensbrev för kyrkliga institutioner inom sitt eget prosteri. Det utan jämförelse viktigaste av de påvebrev som berörde hela Sverige var ett som skarpt fördömde världsliga makthavares inblandning i kyrkliga angelägenheter, till exempel vid tillsättning av biskopar och präster.
Tolv av de påvliga breven gäller Skara stift och är uppenbarligen resultat av Bengts egna initiativ. De syftade till att ytterligare stärka hans ställning. Bland breven finns en bekräftelse på de av Johan Sverkersson beviljade ekonomiska förmånerna. Bengt fick också en fullmakt som gav honom rättigheter att döma såväl präster som lekmän i sedlighetsmål mm. När han återkommit till sitt stift verkar Bengt ha tagit i med hårdhandskarna för att upprätthålla de kyrkliga påbuden. Västgötalagens biskopslängd säger om honom att ”hårdsint och häftig var han mot både präster och lekmän”.
Biskop Bengts goda kontakter med den påvliga kurian ledde till att han, tillsammans med ärkebiskopen i Lund, fick ett känsligt uppdrag: att utreda den norske kungen Håkon Håkonssons härkomst. Bengt hann dock aldrig slutföra det politiskt inte helt ofarliga uppdraget. Ett brev av påven Gregorius IX överlät 1229 uppdraget till två norska biskopar, eftersom de två ursprungliga utredarna båda avlidit. Exakt när Bengt dog är inte känt, däremot var. Enligt biskopskrönikan dog han i ”Vpplandum”, d.v.s. någonstans i det område vid Kinnekulle som senare delades upp i Öster-, Väster- och Medelplana socknar. Biskop Bengt är begravd i Varnhems kloster.